# Leszek Niemycki
Leszek Niemycki (ur. 8 września 1964) – polski ekonomista. 

## Życiorys
Absolwent Szkoły Głównej Planowania i Statystyki (1988).
W latach 1988–1989 był asystentem w Katedrze Finansów i Bankowości Szkoły Głównej Planowania i Statystyki oraz University of Wisconsin, University of Colorado a także, a także IESE Business School (2011–2012). 
Od 1989 związany z bankowością. Karierę zaczął jako doradca kredytowy w warszawskim oddz. Banku PeKaO SA. W latach 1990–1995 pełnił funkcję członka rady nadzorczej w Pierwszym Polsko-Amerykańskim Banku S.A. z ramienia Enterprise Investors. W latach 1995–2000 uczestniczył w szkoleniu z zakresu zarządzania w bankowości organizowanym przez American Bankers Association. Od lipca 1995 roku sprawował funkcję członka zarządu, a od 1999 roku wiceprezesa zarządu w Pierwszym Polsko-Amerykańskim Banku S.A. (od 1999 Fortis Bank Polska S.A.). W listopadzie 2003 został wiceprezesem zarządu Deutsche Bank PBC. Od 26 listopada 2009 roku prezes zarządu Deutsche Bank PBC S.A. Po połączeniu z Deutsche Bank Polska S.A. od lutego 2014 – wiceprezes zarządu Deutsche Bank Polska S.A. odpowiedzialny za pion bankowości detalicznej, którą to funkcję pełnił do lutego 2019.
23 maja 2019 powołany na 5-letnią kadencję na członka rady nadzorczej Deutsche Bank Polska S.A.

## Nagrody i wyróżnienia
- w gronie TOP20 najlepszych menedżerów 2015 roku wyłonionych przez Bloomberg Businessweek Polska[3]